# There Must Be an Angel (Playing with My Heart)
There Must Be an Angel (Playing with My Heart) è un singolo del gruppo musicale britannico Eurythmics, pubblicato il 24 giugno 1985 come secondo estratto dal quarto album in studio Be Yourself Tonight.
Il brano, scritto dai membri del gruppo Annie Lennox e David A. Stewart e prodotto dallo stesso Stewart, è stato l'unico singolo del gruppo ad avere raggiunto la vetta della classifica dei singoli nel Regno Unito.

## Descrizione
La canzone presenta una base tipicamente pop, con accenni di sintetizzatori e cori gospel che accompagnano la voce di Annie Lennox. L'armonica che si sente nei momenti strumentali della canzone è suonata da Stevie Wonder.
Il singolo, considerato uno dei classici del duo, viene interpretato in tutti i tour degli Eurythmics e anche nei successivi concerti di Annie Lennox.
Numerose sono le reinterpretazioni della canzone nei successivi anni da parte di artisti come Brittany Murphy, Fantastic Plastic Machine, Leningrad Cowboys, Giuni Russo, Luciano Pavarotti, Kylie Minogue e dal gruppo No Angels, che nel 2001 raggiungono con questa cover la vetta della classifica in Austria e Germania.

## Video musicale
Il videoclip che accompagna il brano è fra i più originali della carriera del gruppo, e mostra Dave Stewart nei panni di Luigi XIV di Francia che assiste in un teatro ad un'esibizione della Lennox vestita da angelo. Inizialmente annoiato, il Re Sole si mostrerà divertito verso la fine dello spettacolo.

## Tracce
Singolo 7"
1. There Must Be an Angel (Playing with My Heart) (Single Edit)
2. Grown Up Girls

Singolo 12"
1. There Must Be an Angel (Playing with My Heart) (Album Version)
2. Grown Up Girls

## Formazione
- Annie Lennox - voce, tastiere
- Dave Stewart - tastiere
- Dean Garcia - basso
- Olle Romo - batteria
- Stevie Wonder - armonica
- Michael Kamen - orchestra
- Angel Cross - cori

## Classifiche

### Classifiche settimanali
| Classifica (1985)              | Posizione massima |
| ------------------------------ | ----------------- |
| Australia                      | 3                 |
| Austria                        | 9                 |
| Belgio (Fiandre)               | 7                 |
| Canada                         | 12                |
| Finlandia                      | 1                 |
| Francia                        | 8                 |
| Germania                       | 4                 |
| Irlanda                        | 1                 |
| Norvegia                       | 1                 |
| Nuova Zelanda                  | 5                 |
| Paesi Bassi                    | 3                 |
| Regno Unito                    | 1                 |
| Spagna                         | 2                 |
| Stati Uniti                    | 22                |
| Stati Uniti (dance club)       | 31                |
| Stati Uniti (dance/electronic) | 36                |
| Sudafrica                      | 6                 |
| Svezia                         | 2                 |

### Classifiche di fine anno
| Classifica (1985) | Posizione |
| ----------------- | --------- |
| Australia         | 39        |
| Germania          | 45        |
| Nuova Zelanda     | 39        |
| Paesi Bassi       | 27        |
| Regno Unito       | 20        |